# Kontrafakt
Kontrafakt – powstały w 2001 roku w Pieszczanach na Słowacji zespół hip-hopowy. Składa się z trzech muzyków – lidera Rytmusa, Ego oraz Anešoma. Obecnie jest to jedna z najbardziej cenionych ekip tego typu muzyki na Słowacji. W 2004 roku nagrali razem z WWO utwór pt. „Najstarsia Vlasnost”, a w 2005 wystąpili gościnnie w kawałku „I tak to osiągnę” na albumie Życie na kredycie.

## Dyskografia
| E.R.A.                      | - Data: 17 października 2004 - Wydawca: Sony BMG Music     | 54 | 2 |                        |
| Bozk na rozlúčku            | - Data: 22 października 2007 - Wydawca: Tvoj Tatko Records | 9  | 5 |                        |
| Navždy                      | - Data: 16 grudnia 2013 - Wydawca: Tvoj Tatko Records      | 1  | — | - CZE: platynowa płyta |
| Real Newz                   | - Data: 13 grudnia 2019 - Wydawca: Tvoj Tatko Records      | 3  | 1 |                        |
| KF ako Rolls                | - Data: 17 grudnia 2021 - Wydawca: Tvoj Tatko Records      | 14 | 2 |                        |
| „—” album nie był notowany. |                                                            |    |   |                        |